# Mother (존 레논의 노래)
〈Mother〉는 존 레논에 의해 발표된 곡이다. 1970년 앨범 《John Lennon/Plastic Ono Band》에 수록되면서 처음 발매되었다.

## 구상
〈Mother〉의 가사는 어릴 적부터 레논을 버리고 떠나버린 그의 양친에게서 취재한 것이다. 부친 앨프레드의 경우 존이 아직 젖먹이였을 시기에 가족을 떠나버렸고, 모친 줄리아의 경우 존과 함께 살진 않되 좋은 관계를 유지했으나, 1958년 교통사고를 당하는 바람에 그 곁을 떠나게 되었다. 작자 존 레논은 말년에 열린 한 콘서트에서, 이 곡이 비단 자신의 양친에 대한 곡만은 아니며, "살았든 반쯤 죽었든, 그런 99%의 부모"에 대한 곡임을 밝힌 바 있다.
또한, 레논은 이 당시 아서 야노브한테서 받고 있던 원초 요법에서 영감을 얻기도 했다. 그때만 해도 레논은 이 치료를 "내게 비틀즈보다 중요한 무언가"라고 표현했음에도, 또 나중에 가선 야노브를 조롱하기도 했다.
"머릿속을 완전 지배해버린 듯"했다고 레논 본인은 말했지만서도, 레논은 이 곡의 상업적인 소구에 대해서는 미심쩍어 해서, 대신 〈Love〉 쪽을 싱글로 내보내는 것을 고려하였다 한다.

## 싱글 및 기타 버전
1970년 12월 28일 애플 레코드를 통해 본 곡의 편집본이 미국에서 싱글로 발매되었다. 이 싱글은 원곡에 있던 종소리를 좀 더 짧게 하고, 페이드아웃을 좀 더 빠르게 한 까닭에 원곡보다 러닝타임이 1분 41초 단축되게 되었다. B면은 오노 요코의 〈Why〉. 차트에서는 미국 캐쉬 박스 톱 100 19위, 빌보드 핫 100 43위를 기록했다.
박스 세트 《John Lennon Anthology》에 수록된 초기 버전에서는, 존 레논의 일렉트릭 기타 연주를 엿들을 수 있다.
존 레논의 2009년 전기영화 《노웨어 보이》의 최종 신에는 이 곡의 데모판이 삽입되어 있다.

## 추가 정보
- 〈Mother〉는 FX 시리즈 Better Things 의 테마 곡으로 사용되고 있다.

- 닌텐도 및 APE 공동개발의 롤플레잉 게임 시리즈 《마더》가 이 곡을 근원적인 영감으로 삼고 있다.

## 참여 인원
우측 출전에 따르면 아래의 인원들이 이 곡에 참여하였다 한다.
- 존 레논 – 보컬(이중 중첩), 피아노
- 링고 스타 – 드럼
- 클라우스 부어만 – 베이스

레논의 경우 《노웨어 보이》에 삽입된 데모판에선 피아노 대신 일렉트릭 기타를 연주한다.